# チュ・ニャ・ディン
チュ・ニャ・ディン（Cut Nyak Dhien、旧字綴：Tjoet Nja' Dhien、1848年 - 1908年11月6日）は、アチェ戦争におけるアチェ・ゲリラ指導者の一人。夫トゥク・ウマールの死後、25年に渡り対オランダ闘争を指揮し、1964年5月2日にインドネシア国家英雄の称号を授与された。

## 生涯

### 生い立ち
1848年にアチェ・ベサールにあるムキムのウレーバラン（領主）トゥク・ナンタ・セティアの娘として生まれる。ディンは美人として知られ、12歳で貴族トゥク・チェ・イブラヒム・ラムガと結婚するまで、多くの男性との縁談話が舞い込んでいた。

### アチェ戦争
1873年3月26日、オランダ領東インド政府はアチェ王国に宣戦を布告し、アチェ戦争が勃発する。アチェ軍はスルターンのマフムード・シャーとパンリマ・ポレム9世が指揮していたが、第一次アチェ遠征でヨハン・ケーラー率いるオランダ軍3,000人に王宮を占拠されてしまう。しかし、マフムード・シャーはイタリア王国とイギリスから支援を受け、アチェ軍10万人は急速に近代化された。アチェ軍はオランダ軍を押し返し、ケーラーも戦死した。
1873年11月、第二次アチェ遠征でオランダ軍はムキムを占領し、1874年には王都コタラジャを占領した。ディンは子供を連れて避難し、夫イブラヒムは1875年にオランダ軍との戦闘に加わったが、イブラヒムは1878年6月29日にグレ・タルムの戦闘で戦死する。イブラヒムの死後、アチェ・ゲリラ指導者トゥク・ウマールがディンに結婚を申し込むが、彼女は申し出を拒否した。しかし、ウマールからオランダ軍との戦闘に参加することを許可されたため申し出を受け入れ、1880年に彼と結婚する。ディンは娘チュ・ガムバンをもうけるが、オランダ軍との闘争のため、娘も成長後に戦闘に加わることになる。
1893年9月30日、補給不足に悩まされたウマールは250人の部下を連れてオランダ軍に降伏した。オランダ軍はウマールを受け入れるが、彼はオランダ軍の情報をアチェ軍に流し、1896年に武器・弾薬を強奪してオランダ軍から脱走した。ウマールと合流したディンは、オランダ軍への反撃を開始する。これに対し、ヨハネス・ファン・ヘイツはアチェ軍にスパイを送り込みウマールの動向を掴み、1899年2月にムラボーで奇襲を仕掛け、ウマールを戦死させた。ガムバンは父の戦死を聞いて泣き叫ぶが、ディンは「アチェの女として、殉教者のために涙を流すべきではない」と言い放ったと伝えられている。
ウマールの死後、ディンはゲリラ部隊の指導者となり、オランダ軍との戦闘を継続した。しかし、オランダ軍の前にゲリラ部隊は戦死を続け、ディン自身も加齢と共に近視と関節炎に悩まされるようになった。これを受け、部下のパン・ラオはオランダ軍にディンの居場所を密告し、情報を得たオランダ軍は彼女の隠れ家を奇襲した。ディンは抵抗の末に捕らえられ、ガムバンは脱出し、その後もオランダ軍への抵抗を続けた。

### 死去
ディンはバンダ・アチェ（旧コタラジャ）に連行され、近視と関節炎の治療を受けた後、西ジャワ州のスメダンに流刑となり、1908年に同地で死去した。これは、ディンがアチェのゲリラ部隊と連絡を取ることを警戒したための処置だった。

## 顕彰
1964年5月2日にスカルノによってインドネシア国家英雄の称号を授与された。1988年にはディンを描いた映画『チュッ・ニャ・ディン』が公開され、カンヌ国際映画祭で最優秀国際作品賞を受賞している。また、アチェ州ナガン・ラヤには彼女の名前を冠したチュ・ニャ・ディン空港がある。